# Fadrique Enríquez de Velasco

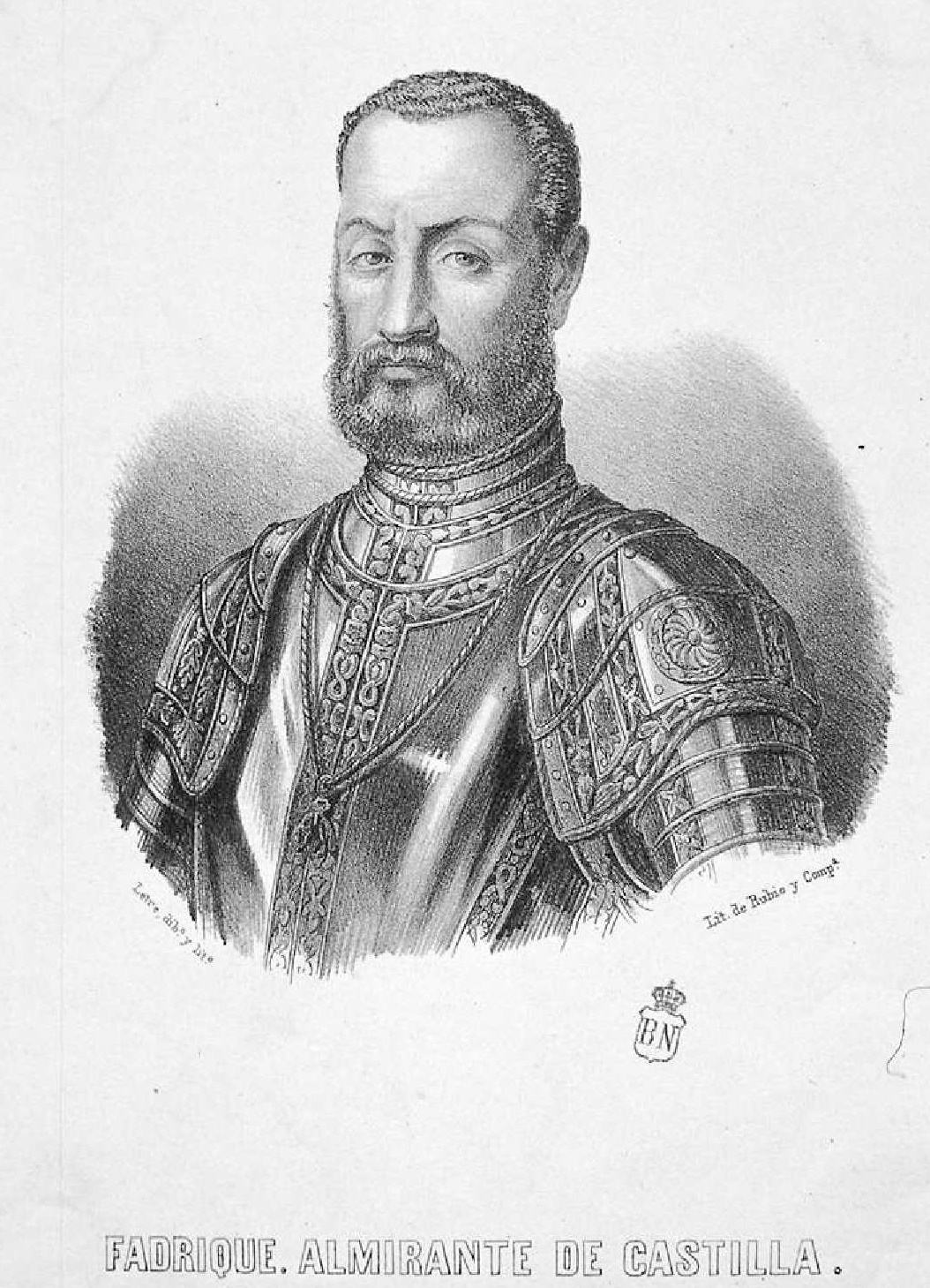
Retrato de Fadrique Enríquez de Velasco, almirante de Castilla. Litografía de Eusebio de Letre. Biblioteca Nacional de España

Fadrique Enríquez de Velasco (1460-9 de enero de 1538) fue IV almirante de Castilla, sucediendo a su padre, IV señor de Medina de Rioseco y II conde de Melgar. Perteneció al importante linaje de los Enríquez, como hijo de Alonso Enríquez de Quiñones. 
Tomó posesión del señorío de Medina de Rioseco en 1489 y, a la muerte de su hermano Bernardino en 1506, heredó el condado de Melgar. En su villa, construyó la iglesia de San Francisco, el palacio que se encontraba frente a este, el convento de Santa Clara y la iglesia de Santa María de Mediavilla. 
Casó en 1477 con Ana de Cabrera Devèse, V condesa de Módica, sin descendencia. Le sucedió en sus estados, su hermano Fernando Enríquez de Velasco, I duque de Medina de Rioseco.
Según se recoge en el libro de difuntos de la parroquia de Santa Cruz, de Medina de Rioseco, falleció en su palacio de esta ciudad, el miércoles 9 de enero de 1538, a las 7 de la tarde, enterrándose en el panteón mandado construir por él en iglesia del convento de San Francisco.   